# Catedral de San Pedro y San Pablo (Bristol)
La Catedral de San Pedro y San Pablo (en inglés: Cathedral Church of SS. Peter and Paul) es la catedral católica en la ciudad de Bristol, Inglaterra, en el Reino Unido. Está situada en la zona de Clifton, es la sede de la diócesis de Clifton y es conocida comúnmente como la catedral de Clifton. Ha sido un edificio catalogado de grado II desde el año 2000.
La catedral fue construida para reemplazar el asiento anterior diocesano de la Pro-Catedral de los Santos Apóstoles en Bristol (1850-1973). La pro-catedral tenía un historial de trabajos de construcción problemático.
En 1965, los arquitectos se encargaron de realizar el diseño de una nueva catedral en un sitio diferente en Clifton. El diseño fue principalmente de R. J. Weeks. La construcción comenzó en marzo de 1970 y terminó en mayo de 1973.